# Необережний мандрівник
«Необережний мандрівник», чи «Необачливий мандрівник» (фр. Le Voyageur imprudent) — науково-фантастичний роман французького письменника Рене Баржавеля, вперше опублікований у щотижневику Je suis partout у 1943 році, окремим виданням — у 1944 році.

## Сюжет
Фізик і хімік Ное́ль Ессайо́н (Noël Essaillon) за допомогою молодого математика П'єра Сен-Мену́ (Pierre Saint-Menoux) створює речовину «ноелі́т-3» (la noëlite 3), що уможливлює подорожувати в часі. Спочатку її вживають у формі желатинових пілюль, потім нею покривають скафандр, завдяки чому часові подорожі стають зручнішими. Сен-Мену поперше досліджує близьке майбутнє, надалі насмілившись, дуже віддалене майбутнє, де він знаходить людство, яке еволюціонувало в напрямку до виключної спеціалізації залежно від виконуваних завдань. Але подорожі в часі не позбавлені небезпеки, тому Сен-Мену на власній шкурі має переконатися, що будь-яка його дія чревата наслідками.

## Особливості
Сюжет роману, очевидно, навіяний «Машиною часу» Г. Веллса, чиїм завзятим читачем був Баржавель (вплив його помітний також у романі «Спустошення») і звідки він запозичив образ науковця, самотнього мандрівника в часі, що хоче узнати, куди заведе прогрес людство в майбутньому. Веллсівська тема розділення людства на різні спеціалізовані раси у віддаленому майбутньому (морлоки й елої) теж повторюється, але Баржавель йде дальше, ніж Веллс: він зображує фантастичне і сатиричне марення, людей майбутнього (близько 100 000 року), віднині соціальних комах, що з'являються у вигляді людей-лопат, людей-животів, людей-носів тощо. Оригінальною знахідкою Баржавеля є те, що «Необережний мандрівник» — перший роман, де продемонстровано широковідомий «парадокс убитого дідуся». Проте, якщо епізод коли герой зникає, вбивши свого предка, фігурує вже у виданні 1944 року, автор мав вичекати майже 15 років, перш ніж чітко показати цей парадокс у виданні 1958 року — у формі постскриптума, післямови, есе зовсім у стилі Філіпа Діка. На цей час тема вже була пропрацьована американськими письменниками «Золотої доби».

## Екранізація
Роман екранізований у 1981 році П'єром Чернія: як телефільм «Необережний мандрівник». Головні ролі зіграли Тьєррі Лермітт, Жан-Марк Тібо й Анна Кодрі.

## Видання
Перша публікація Le Voyageur imprudent — у номерах тижневика Je suis partout у 1943 р.. Окреме видання вийшло в 1944 р., дещо змінений варіант — у 1958.
- Le Voyageur imprudent, Denoël, Paris, 1944 ;
- Le Voyageur imprudent, Denoël, coll. « Présence du futur », Paris, 1958 ;
- Le Voyageur imprudent, Le Livre de poche, Paris, 1970 ;
- Gallimard, collection Folio № 485, 1973; перевидання в 1976, 1979, 1980, 1986 ISBN 2-07-036485-2, 1990, 1991, 1994 і в 1996 р.;
- У серії Romans extraordinaires, видавництва Omnibus, 1995 ISBN 2-258-00139-0; перевидання в 1996 р. у видавництві France Loisirs ISBN 2-7242-9493-9 і в 2008 р. ISBN 978-2-298-01513-3.